# روبنا (اسپانیا)
روبنا (به اسپانیایی: Rubena) یک شهرستان در اسپانیا است.